# Morris Albert
Morris Albert, nome artístico de Maurício Alberto Kaisermann, (São Paulo, 7 de setembro de 1951) é um cantor e compositor brasileiro asquenazita, descendente de franceses e austríacos. Tornou-se conhecido em mais de 50 países por seu sucesso de 1974, "Feelings", seguido de "She's My Girl", e vendeu mais de 10 milhões de cópias. Atualmente vive na Itália.
Com o sucesso como cantor, participou de alguns programas de Os trapalhões na fase da TV Tupi, quando eram colocados quadros musicais intercalados com os quadros cômicos. Um dos quadros mais hilariantes foi a "tradução" para o português de Renato Aragão para a canção Feelings, chamada por ele de "Filho".

## Plágio
Em 22 de dezembro de 1988, a música "Feelings" foi oficialmente declarada pela Suprema Corte da California nos EUA como plágio da música de 1956 "Pour Toi" composta pelo francês Loulou Gasté para a cantora Line Renaud.[carece de fontes?]
O mesmo desenho musical de "Fellings" também já havia sido criado para um desenho animado comercial no Brasil com os personagens da Turma da Mônica e do elefante da Cica (uma indústria de produtos alimentícios). O tema era: "Monica... abrace o elefante, e veja num instante..." ao som da mesma melodia de "Fellings". Não houve questionamento judicial no Brasil.[carece de fontes?]

## Último trabalho
O novo CD do cantor Morris Albert, Feelings Live and Forever, é composto de algumas canções dos seus antigos discos, interpretadas de maneira especial, com um som simples e pessoal, gravado ao vivo, arranjadas como um tributo direto do seu próprio estilo, como Dock of the Bay, de Otis Redding, Gonna Love You More, gravada por George Benson e outras. Destaque para o pot-pourri Blue Beatles Medley, uma interpretação de sucessos dos Beatles.[carece de fontes?]